# Per Pedersen
Per Pedersen (Vestervig, 5 aprile 1964) è un ex ciclista su strada danese, professionista dal 1986 al 1993. In carriera colse alcune vittorie, fra cui una tappa alla Volta Ciclista a Catalunya 1990 ed una alla Volta ao Algarve 1993; ottenne anche importanti piazzamenti come il terzo posto al Giro del Piemonte 1989 e il sesto all'Amstel Gold Race dello stesso anno.

## Palmarès

### Strada
- 1983 (dilettanti)

1ª tappa Flèche du Sud (Esch-sur-Alzette > Differdange)
- 1985 (dilettanti)

9ª tappa Corsa della Pace (Rozprza > Varsavia)
1ª tappa Tour de la province de Liège (Rotheux > Oreye)
- 1990 (R.M.O., una vittoria)

7ª tappa, 2ª semitappa Volta Ciclista a Catalunya (Palafrugell > Gerona)
- 1991 (Amaya Seguros, una vittoria)

2ª tappa Volta a la Comunitat Valenciana (Altea > Ibi)
- 1993 (Amaya Seguros, una vittoria)

5ª tappa, 2ª semitappa Volta ao Algarve (Loulé > Loulé)

## Piazzamenti

### Grandi giri
- Giro d'Italia

1990: 93º
- Tour de France

1989: 85º
1991: 135º
1992: 89º
1993: ritirato
- Vuelta a España

1991: ritirato
1992: 106º

### Classiche monumento
- Milano-Sanremo

1987: 159º
1990: 15º
1992: 68º
1993: 67º
- Giro delle Fiandre

1987: 40º
1990: 45º
- Parigi-Roubaix

1988: 58º
1990: 22º
- Liegi-Bastogne-Liegi

1987: 80º
1988: 24º

### Competizioni mondiali
- Campionati del mondo

Villach 1987 - In linea: ritirato
Ronse 1988 - In linea: ritirato
Chambéry 1989 - In linea: ritirato
Benidorm 1992 - In linea: 55º
- Giochi olimpici

Los Angeles 1984 - In linea: 24º